# Fertiberia
Fertiberia es una empresa española del sector químico cuya actividad se centra en la elaboración de fertilizantes, amoníaco y otros productos derivados, siendo actualmente el mayor fabricante de fertilizantes de España. La empresa también constituye la cabecera del Grupo Fertiberia, un conglomerado compuesto por varias filiales que cuenta con presencia en países como Argelia, Portugal o Francia.

## Historia

### Orígenes
En 1962 se fundó la sociedad anónima «Fertilizantes de Iberia» (Fertiberia) para la construcción de varias factorías de fertilizantes en La Coruña, Huelva y Castellón. En su creación participaron entidades como el Banco de Bilbao, la Gulf Oil Corporation y la International Development & Investment Company. La empresa llegó a estar muy ligada al desarrollo del Polo Químico de Huelva en la década de 1970, donde se encontraba situada una de sus fábricas. En 1974 el grupo Unión Explosivos Río Tinto (ERT), que tenía una gran presencia en el Polo Químico, absorbió a Fertiberia. Como resultado de esta relación estratégica, la planta onubense de Fertiberia llegó a abastecerse de las piritas que se obtenían en las minas de Riotinto. En 1989 los activos del grupo ERT se integraron en el holding Ercros. Este procedió a una reorganización de su división de fertilizantes, de la cual nacería la sociedad Fesa-Enfersa, que en su momento fue una de las mayores empresas privadas españolas de fertilizantes. A pesar de su posición preeminente, en 1992 tanto Fesa-Enfersa como su matriz Ercros se declararon en suspensión de pagos, debido a la abultada deuda que acumulaban.

### Grupo Fertiberia
En 1995 el Grupo Villar Mir se hizo con el control de los activos de Fesa-Enfersa, que constituirían la base para la refundación de Fertiberia. A partir de entonces se inició un proceso de consolidación y expansión que llevó a la compra de Sefanitro (1996), Química del Estroncio (2002) o Fercampo (2012), así como la creación de nuevas filiales en diversas áreas. Esto llevaría a que Fertiberia se erigiera como la principal empresa española de fertilizantes, contando con presencia en Francia y Portugal. No obstante, dentro del proceso de reorganización interna, en el período 2003-2004 también se procedió al cierre de algunas plantas de producción en Cartagena, Sevilla y Baracaldo. En 2020 el grupo sueco-alemán Triton Partners se hizo con el control de Fertiberia.

## Estructura

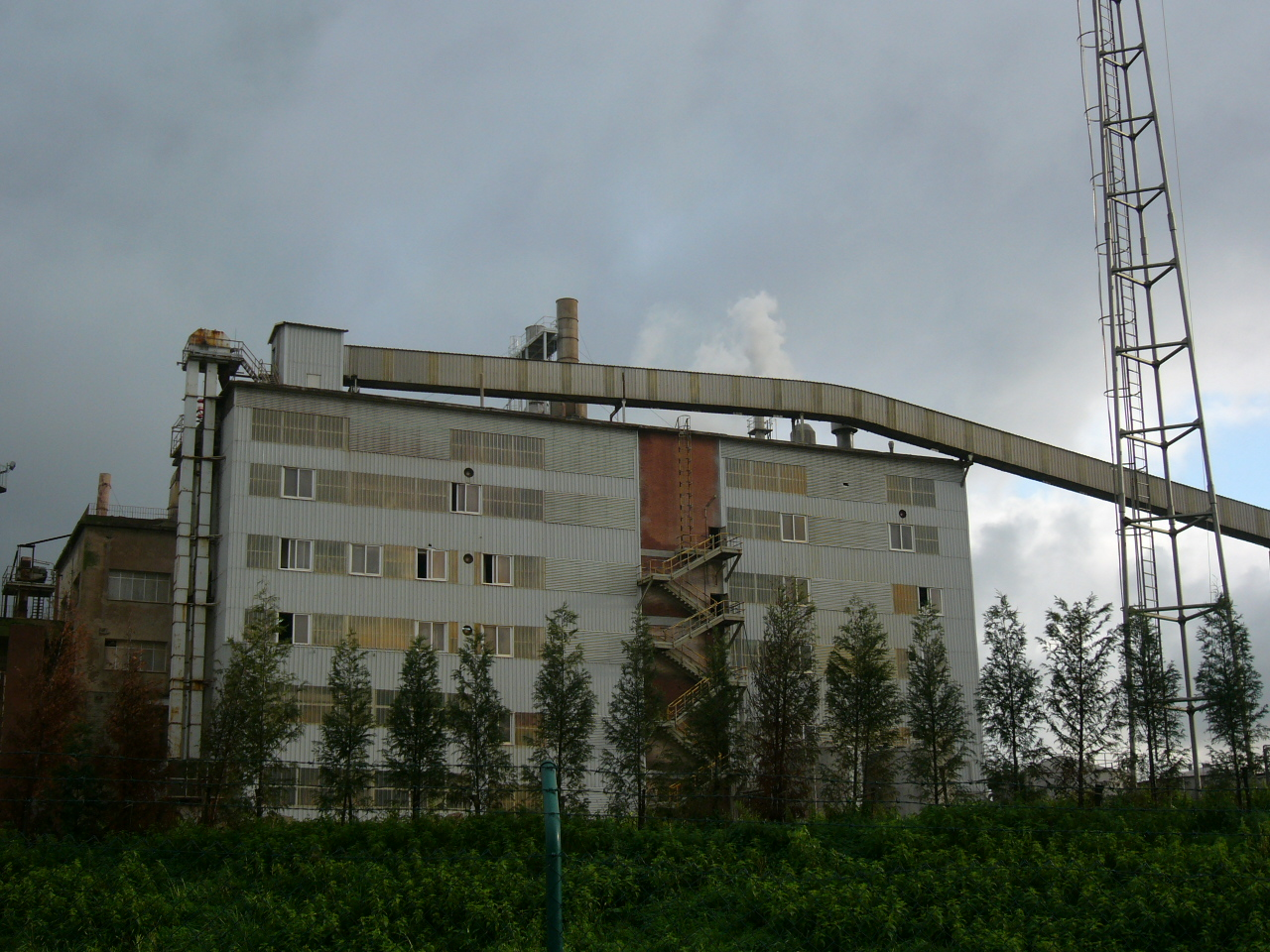
Factoría de Fertiberia en Trasona, junto al municipio de Avilés.

La empresa dispone actualmente de varios centros de producción repartidos por la geografía española: Palos de la Frontera, Huelva, Puertollano, Sagunto y Avilés. Cabe señalar que la fábrica de Huelva, situada dentro de la zona del Polo Químico, es la más importante de todas las que dispone el Grupo Fertiberia. Así mismo, Fertiberia también dispone de una serie de almacenes y centros logísticos. La sede central se encuentra situada en Madrid, concretamente en la calle Agustín de Foxá.